# 필로소마

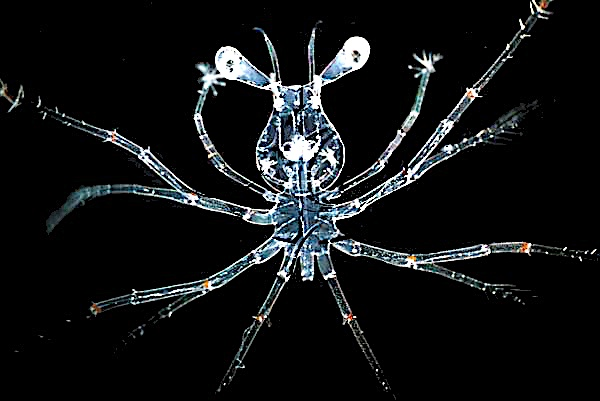
현미경 사진

필로소마(phyllosoma)는 유생 단계의 닭새우과, 매미새우과, 코럴로브스터(Palinuridae, Scyllaridae, Synaxidae)이며 이들을 닭새우하목으로 통일시키는 가장 중요한 특징들 가운데 하나를 대표한다. 몸은 얇고 평평하고 투명하며 긴 다리가 있다.
성체의 형태가 잘 기술되어 있음에도 불구하고 플랑크톤성 필로소마에 관한 연구는 오랜 기간 상대적으로 도외시된 면이 있는데, 연구실에서 이것들을 기르기 어렵도록 만들었다.